# Други ванредни сазив Народне скупштине за 1908. годину
Други ванредни сазив Народне скупштине за 1908. годину одржан је у Београду од 27. септембра до 30. септембра 1908.

## Други ванредни сазив за 1908.
Аустроугарска је извршила крајем септембра 1908. анексију Босне и Херцеговине, чиме је поништила одредбу чл. XXV Берлинског конгреса и задала тежак удар српским аспирацијама y Босни и Херцеговини. Тај догађај, извршен на пречац и препадом, ставио је целу Европу пред свршен чин, a његове последице најтеже су се осетиле y Србији која је и привремену окупацију тих покрајина од стране Аустроугарске примила само стога што је морала и што није имала довољно снаге да јој се одупре, било на дипломатски било на оружан начин. Јавно мишљење y Србији усталасало се; била је извршена делимична мобилизација трупа; Народна одбрана, једно патриотско друштво образовано управо тих дана, почела је да уписује добровољце чији се број попео на десетине хиљада. У таквој ситуацији Народна скупштина била је сазвана y други ванредан сазив за 1908, и састала се 27. августа y Београду.
За председника Народне скупштине изабран је y овоме сазиву Љубомир Јовановић, a за I потпредседника Љубомир Давидовић. На тај начин y председништву су биле заступљене две најглавније странке, Народна радикална и Самостална радикална странка. За II потпредседника био је изабран Ђока Стојковић, a за секретаре Таса Продановић, Милош Трифуновић, Димитрије Војновић, Живојин Хаџић, Андра Цветковић, Радомир Филиповић и Мијајило Јовановић.
Како се y најкраћем времену Народна скупштина имала да састане y редован сазив за 1908, за време ове кратке сесије влада није подносила никакве законске предлоге, већ само Скупштину упознала са догађајима који су се догодили y вези са анексијом Босне и Херцеговине. Народна скупштина протестовала је против тога чина, па је затим други ванредни сазив био закључен краљевим указом, a Скупштина сазвана y први редован сазив за 1908.